# Телема
Теле́ма (от греч. θέλημα, воля; МФА: [tʲɪˈlʲemə]) — религиозное течение, развитое Алистером Кроули. Основным тезисом данного учения является принцип «Твори свою волю, таков да будет весь закон».
| Телема Категория:Телема     |
| Основные темы               |
| Книга Закона Алистер Кроули |
| Организации                 |
| A∴A∴ · OTO                  |
| Божества                    |
| Хадит · Хоронзон            |
| Другие темы                 |
| Стела Откровения            |

## История термина
Греческое слово «θέλημα», в Евангелиях встречается неоднократно. В молитве «Отче наш», в Евангелии от Матфея 6:10 есть такая фраза: «Да придёт царствие Твоё, да будет воля (θέλημα) Твоя как на небе так и на земле». В христианстве выделяется три вида воли: воля Бога, воля человека и воля дьявола. Если первая считается наиболее правильной и несущей добро, то воля человека — хаотической, а воля дьявола в христианстве традиционно считается деструктивной.
В телемическом учении это традиционное христианское разграничение на Божью волю, волю человека и волю дьявола намеренно стирается, что, вместе с личностью её основателя и его мировоззрением, и вызывает отрицание и порицание телемы христианскими конфессиями и церквями, в частности Русской Православной Церковью.
В трактате «Гипнэротомахия Полифила», одном из герметических трудов Ренессанса, книге, датированной 1499 годом, персонаж по имени «Телемиа» представляет собой волю или желание человека. Автор сего трактата, францисканский монах Франческо Колонна, вдохновил монаха его же ордена, жившего немного позже, Франсуа Рабле, в книге которого («Гаргантюа и Пантагрюэль») упоминается «Телемское аббатство» и вырисовываются основные принципы «следования воле».
Алистер Кроули (1875—1947) был английским оккультистом, писателем и общественным деятелем. Рабле был одним из любимых авторов Кроули, весьма им уважаемым, и описание Телемской обители в романе «Гаргантюа и Пантагрюэль» вдохновило Кроули на формулировку основных принципов его телемы, даже на слова «Делай, что изволишь, таков весь закон». Впоследствии Кроули включает Рабле в список святых своей собственной «Гностической католической церкви» наравне с Вергилием, Катуллом и Суинберном.
В 1904 году Кроули пишет (по его утверждению, получает от сущности по имени Айвасс) «Книгу закона» (Liber AL vel Legis), которая стала основой религиозной и философской системы под названием «телема», возникшей благодаря деятельности Кроули.

## Алистер Кроули и его телема

### Книга закона Кроули
Кроулианская телема построена на так называемой «Книге закона» Кроули, которая носит официальное название Liber AL vel Legis. Она была написана в Каире (Египет) в течение трёх дней во время медового месяца, проведённого Кроули с его женой Розой (Келли). Небольшая книга содержит три главы, каждую из которых Кроули написал в течение часа пополудни 8, 9 и 10 апреля 1904 г. Кроули утверждал, что книгу надиктовала ему сущность по имени Айвасс, о котором он позже писал как о своём святом Ангеле-Хранителе.
Кроули написал несколько комментариев к каждой строчке своей Книги закона, последний из которых датирован 1925 годом. Этот комментарий предостерегает от изучения книги и дискуссий по поводу её содержимого и утверждает: «Вопросы относительно Закона должны быть решены только на основе моих произведений». Комментарий подписан именем Анх-аф-на-Хонсу (жрец со Стелы Откровения).

### Истинная воля
Согласно Кроули, каждый человек имеет свою истинную волю, которая должна быть узнана. «Истинная воля», согласно Кроули — это и есть то призвание и смысл жизни, которые каждый человек пытается найти. Кроули считал, что в «истинной воле» заключается цель поиска самореализации. При этом не требуется помощь бога или другого божественного руководства.
Кроули верил, что для того, чтобы узнать истинную волю, человек должен освободиться от бессознательных влияний и взять их под контроль сознания. Он был особенно сконцентрирован на освобождении того, что называл «сексуальной энергией» и на снятии различных запретов, наложенных, по его мнению, на сексуальность традиционными религиями.
Алистер Кроули смешивает роли Бога и человека, говоря что человек и есть бог. И именно данное определение вызывает осуждение у последователей христианских конфессий, так как концепция «человекобожия по собственной воле» в христианстве всегда рассматривалась как вариант сатанизма.

### Космология
Космология телемы заключена в Книге закона и на Стеле Откровения. По представлениям последователей Кроули на этой древнеегипетской картине изображены четыре фигуры: Нюит, изогнувшаяся вверху, Хадит (крылатый шар), Ра-Гор-Хуит, сидящий на троне и сам создатель стелы — жрец Анх-аф-на-Хонсу. Наивысшим божеством в космологии телемы является Нюит. Она, по мнению последователей Кроули представляет собой весь пространственно-временной континуум, Вселенную, аллегорически изображается как ночное небо, изогнувшееся над Землёй и представлена символом обнажённой женщины. 

Второе божество телемы — божество Хадит, который является бесконечно малым дополнением и супругом Нюит. По мнению последователей Кроули Хадит символизирует проявление, движение и время; неделимую, атомическую точку. В «Книге закона» он представлен как «пламя, горящее в сердце каждого человека и в ядре каждой звезды».(Al 2:6)
Третье божество телемы — Ра-Гор-Хуит, манифестация Гора. Он изображен как фараон с ликом сокола на троне, с жезлом в руках.
Другими божествами телемы являются: Хур-па-Краат (или Гарпократ), бог молчания и внутренней силы, брат Ра-Гор-Хуита (или одно из его проявлений). Бабалон — богиня удовольствия и сексуального возбуждения, известная как Багряная жена. Терион — Зверь, которого оседлала Бабалон.

Уникурсальная гексаграмма, один из символов Телемы

### Магика
Магика Телемы — система тренировок, разработанная Кроули на основе его понимания йоги, западной магии, ритуалов герметического ордена «Золотая заря», и некоторых направлений тантры. Кроули определял магику как «науку и искусство вызывать изменения согласно Воле». Он рекомендовал магику как средство достижения «истинной воли» и описывал различные практики со своей точки зрения.

### Обряды и практики
Практика магики телемы — это, в основном, индивидуальный выбор различных мистических и магических упражнений, а также набор обязательных практик, относящихся к той или иной степени посвящения адепта телемы (если он состоит в О. Т.О., или в A.'.A.'.).
Кроули в своём учении и своей практике объединил восточную йогу и западные магические ритуалы герметического ордена «Золотой зари», в котором состоял, и из которого был исключён за разглашение сведений, составляющих секрет ордена.

## Современная телема
Современная телема является синкретической религией. На телему в большей степени, чем что-либо ещё, повлиял буддизм и тантрическая традиция.
Современные телемиты могут исповедовать более, чем одну религию, включая дискордианство, викку, гностицизм, сетианство, люциферианство и др. Многие последователи, так же, как и Кроули, ищут связь телемы с другими системами духовной мысли. Многие из них с удовольствием пользуются методами и практиками других традиций, включая алхимию, астрологию, каббалу, тантру, таро и йогу. Такими последователями божества телемы соотносятся с Дао и Дэ даосизма, Шакти и Шивой индуистской тантры, Йог-Сототом и Азатотом лавкрафтианской традиции, шуньята и бодхичитта буддизма, Эйн Соф и кетер каббалы.

## Телемитские организации

### ОТО
Структура ОТО основана на последовательности посвящений или градусов. В каждом из них — при помощи аллегорий и символов человеку дается наставление относительно теорий и воззрений Кроули, что, как считается среди последователей ОТО, должно помогать проходящему ритуалы постичь написанное в книгах Кроули.
ОТО имеет действующие отделения в некоторых странах мира и издает периодические издания на разных языках. Помимо официальных инструкций ОТО и отправлений гностической мессы, большинство национальных и региональных отделений ордена — Ложи, Оазисы и Лагеря — предлагают своим членам и желающим образовательные программы по магике Кроули, йоге и другим материалам телемы.

### «A.' A.'»
Название «A.' A.'» расшифровывается по-разному. Чаще всего его понимают как латинское «Argenteum Astrum» — «Серебряная Звезда». Вся работа в рамках «A.' A.'» осуществляется бесплатно; общественной деятельности орден не ведёт. «A.' A.'» состоит из одиннадцати степеней и подразделяется на подготовительную ступень и три ордена, два из которых с некоторыми изменениями возводятся последователями Кроули к посвятительной системе Золотой зари.

### Другие телемитские организации
Другие организации и независимые деятели, называющие себя телемитами, не считают систему Кроули единственной манифестацией телемы, создавая собственные оригинальные системы. Нема (см. ниже), Кэннет Грант и Амадо Кроули рассматривают «Книгу закона» как важный документ, однако не считают другие тексты Кроули («Святые книги телемы», публикации класса А) вдохновлёнными высшими разумами.
Братство Сатурна (лат. Fraternitas Saturni), созданное в 1928 году в Германии, признаёт Закон телемы, но расширяет его фразой «Беспощадная Любовь!» (нем. Mitleidlose Liebe!). «Телемское сообщество» (англ. Thelema Society), также основанное в Германии, рассматривает «книгу закона» и другие произведения Кроули, однако дополняет их произведениями таких мыслителей, как Фридрих Ницше, Чарльз Пирс и Николас Лахман.
В США произведение Немы, ученицы Кеннета Гранта по имени Мэгги Инглас, вдохновило создателей движения «Магия Маат» и Ложи Гор-Маат, основанной в 1979. Это движение объединяет основные элементы телемы Кроули с поклонением египетской богини Маат на основе книги Liber Pennae Praenumbra, полученной Немой якобы от самой богини. Ложа Гор-Маат пытается объединить эон Гора (начавшийся с получения книги закона Кроули) с будущим эоном Маат (который наступит примерно через 2 тыс. лет), когда произойдёт объединение сознания всего человечества, и всё живое достигнет равновесия.
Можно встретить телемитов и в других организациях. Например, глава «Церкви всех миров» (нехристианской), ЛаСара Файрфокс, считает себя телемиткой и практикует сексуальную магию. Многие члены этой организации также называют себя телемитами.